# Godofredo Prata Rodrigues da Cunha
Godofredo Prata Rodrigues da Cunha foi um político brasileiro do estado de Minas Gerais. Foi deputado estadual em Minas Gerais, pelo PTB, durante o períodos de 1955 a 1963 (3ª e 4ª legislaturas). Licenciou-se do cargo na Assembleia para ocupar o cargo de Procurador da Caixa Econômica Federal, em agosto de 1962.